# USS Salamaua (CVE-96)
USS Salamaua (CVE-96) là một tàu sân bay hộ tống lớp Casablanca được Hải quân Hoa Kỳ chế tạo trong Chiến tranh Thế giới thứ hai; tên nó được đặt theo thị trấn nhỏ Salamaua trên bờ biển phía Bắc Papua New Guinea, nơi diễn ra các trận chiến từ tháng 4 đến tháng 9 năm 1943. Salamaua đã hoạt động cho đến hết Thế Chiến II, được cho xuất biên chế và bị bán để tháo dỡ năm 1946. Nó được tặng thưởng ba Ngôi sao Chiến trận do thành tích phục vụ trong Thế Chiến II.

## Thiết kế và chế tạo
Con tàu nguyên dự định mang tên Anguilla Bay với ký hiệu lườn ACV-96, nhưng được xếp lại lớp thành CVE-96 vào ngày 15 tháng 7 năm 1943, rồi đổi tên thành Salamaua vào ngày 6 tháng 11 năm 1943. Nó được đặt lườn tại Xưởng tàu Vancouver của hãng Kaiser Company, Inc. ở Vancouver, Washington vào ngày 4 tháng 2 năm 1944; được hạ thủy vào ngày 22 tháng 4 năm 1944; được đỡ đầu bởi bà W. J. Mullins, và nhập biên chế vào ngày 26 tháng 5 năm 1944 dưới quyền chỉ huy của Hạm trưởng, Đại tá Hải quân Joseph I. Taylor, Jr.

## Lịch sử hoạt động
Sau khi hoàn tất chạy thử máy tại vùng biển ngoài khơi bờ Tây Hoa Kỳ, Salamaua vận chuyển máy bay và hàng hóa từ San Diego đến Trân Châu Cảng, rồi quay trở về California nơi nó lại bắt đầu một chuyến đi tương tự đến Finschhafen, New Guinea. Nó quay trở về Alameda, California vào ngày 1 tháng 9 năm 1944 để đại tu và thực hành huấn luyện, rồi khởi hành từ San Diego vào ngày 16 tháng 10, đi đến Ulithi vào ngày 5 tháng 11, rồi tiếp tục hướng sang Palau và quần đảo Philippine. Từ ngày 14 đến ngày 23 tháng 11, chiếc tàu sân bay hỗ trợ trên không cho các đoàn tàu vận tải tại vịnh Leyte, rồi quay trở lại khu vực quần đảo Admiralty tập trung lực lượng cho cuộc tấn công đổ bộ tiếp theo lên Luzon.
Salamaua rời cảng Seeadler vào ngày 27 tháng 12 để đi lên phía Bắc, và đi đến ngoài khơi lối ra vào vịnh Lingayen vào ngày 6 tháng 1 năm 1945. Máy bay của nó bắt đầu các cuộc không kích xuống các vị trí đối phương trên bờ, và bảo vệ trên không cho tàu bè Đồng Minh đang tiến đến. Sang ngày 9 tháng 1, nó hỗ trợ cho cuộc đổ bộ của binh lính lên bờ, và tiếp tục trợ giúp cho đến ngày 13 tháng 1. Lúc 09 giờ 00 ngày hôm đó, một máy bay tấn công cảm tử Kamikaze mang hai quả bom 551 pound (250 kg) đã đâm xuống sàn đáp của Salamaua, khiến 15 người thiệt mạng và hơn 80 người khác bị thương. Con tàu bị hư hại đáng kể: sàn đáp, hầm chứa máy bay và các khoang bên dưới bốc cháy; con tàu bị mất điện, liên lạc và điều khiển bánh lái. Một quả bom không nổ đã xuyên qua thành tàu bên mạn phải và rơi xuống nước; một phòng động cơ bị ngập nước. Bất chấp những hư hại này, các pháo thủ trên tàu bắn rơi hai máy bay Kamikaze khác lúc 09 giờ 10 phút.
Việc sửa chữa tạm thời cho phép Salamaua lên đường quay trở về San Francisco, đến nơi vào ngày 26 tháng 2. Công việc sửa chữa hoàn tất vào ngày 21 tháng 4 khi nó lên đường đi sang Tây Thái Bình Dương. Đi đến Guam vào ngày 20 tháng 5, chiếc tàu sân bay tiếp tục hành trình đi sang quần đảo Ryukyu, nơi nó tham gia cùng các tàu sân bay khác vào ngày 26 tháng 5 để hỗ trợ cho cuộc đổ bộ lên Okinawa. Con tàu tham gia một đội hỗ trợ tiếp liệu vào ngày 4 tháng 6, nhưng lại bị hư hại do một cơn bão vào ngày hôm sau. Nó được sửa chữa tại Guam, và cho đến cuối tháng 7 đã tuần tra chống tàu ngầm trên tuyến đường hàng hải ở khu vực Mariana-Okinawa. Sang tháng 8, nó chuyển sang tuần tra trên tuyến đường Leyte-Okinawa, nơi nó ở lại cho đến khi Nhật Bản đầu hàng kết thúc chiến tranh vào ngày 15 tháng 8.
Salamaua quay trở về Leyte vào ngày 25 tháng 8, được tiếp liệu, rồi hộ tống một đoàn tàu chở quân đi sang vịnh Tokyo. Đoàn tàu đến nơi vào ngày 2 tháng 9, và máy bay của nó tiến hành các phi vụ trinh sát hình ảnh hỗ trợ cho cuộc đổ bộ của lực lượng chiếm đóng lên Yokohama cùng ngày hôm đó. Sau khi bảo vệ cho một đoàn tàu khác đi đến vịnh Tokyo, chiếc tàu sân bay tham gia hoạt động Magic Carpet, đón lên tàu các cựu chiến binh để đưa họ quay trở về Hoa Kỳ, tiễn họ rời tàu tại Alameda, California vào ngày 3 tháng 10. Cho đến cuối năm 1945, con tàu hoàn tất thêm hai chuyến đi Magic Carpet; trước khi được chuẩn bị ngừng hoạt động vào đầu năm 1946. Nó xuất biên chế vào ngày 9 tháng 5 năm 1946; tên nó được rút khỏi danh sách Đăng bạ Hải quân vào ngày 21 tháng 5 năm 1946; và con tàu bị bán cho hãng Zidell Ship Dismantling Co. ở Portland, Oregon vào ngày 18 tháng 11 năm 1946 để tháo dỡ.

## Phần thưởng
Salamaua được tặng thưởng ba Ngôi sao Chiến trận do thành tích phục vụ trong Thế Chiến II.